# Часничницеві
Часничницеві (Pelobatidae) — родина земноводних з підряду Mesobatrachia ряду безхвостих. Описано 4 роди, з яких 3 є вимерлими. Поширені в Європі і Західній Азії. Мешканці різноманітних біотопів із пухкими, переважно піщаними, ґрунтами. Отруйні амфібії.
Інші назви «земляні жабки», «жаби-землянки».

## Опис
Загальна довжина представників цієї родини коливається від 6 до 9 см. Зовнішність досить різноманітна, особливо серед видів, що живуть у Східній і Південно-Східній Азії. Європейські види мають досить велику голову, кремезний тулуб, відносно короткі задні кінцівки, віддалено нагадуючи жаб. Проте у них гладенька або трохи горбкувата шкіра, не виражені привушні залози (паротиди) і немає барабанної перетинки, разом з тим присутні зуби на верхній щелепі (на нижній немає). Зіниці вертикальні. На задніх кінцівках неподалік основи першого пальця розвинено по великому внутрішньому п'ятковому горбику. 
Забарвлення коричневе, буре або сіре з різними відтінками або темними плямами.
Особливістю цих земноводних є запах, що виділяють шкірні залози, який нагадує часник.

## Поширення
Поширені в Європі, зокрема в Україні, у країнах Західної Азії до західних районів Казахстану, а  також у Північно-Західній Африці.
В Україні поширені 2 види, зокрема Pelobates fuscus (Правобережжя) і Pelobates vespertinus (Лівобережжя).

## Спосіб життя
Значну частину життя проводять на суходолі. Полюбляють лісисту, лісостепову та степову місцини. Активні вночі. Харчуються наземними комахами та їх личинками.

## Систематика
Станом на 2025 рік описано 4 роди, з яких 3 є вимерлими:
- Часничниця (Pelobates) (6 видів)
- †Macropelobates
- †Eopelobates
- †Miopelobates